# Catartico
I catartici sono farmaci che purificano il corpo dalle sostanze tossiche.

## Farmaci usati a questo scopo
- Lassativi drastici (cascara, senna ... Anche sintetici come bisacodil, sali di magnesio...;
- Emetici (farmaci che suscitano il vomito) ipecacuana, pianta che svolge questa azione grazie a sostanze chimiche (emetina e cefelina) o altre sostanze chimiche come antimonio, apomorfina e tartrato di potassio e antimonio, noto infatti come tartaro emetico;
- Emetocatartici (farmaci che stimolano contemporaneamente vomito e defecazione) olio di ricino, alcune specie di euphorbia e funghi della specie Russula.

## Tossicità
Molte di queste sostanze sono tossiche ma non dannose, perché per avere questa azione devono essere indigeribili.

## Rischi
Per molti anni questo presidio si è svolto con buoni risultati, invece negli ultimi anni sono sorti dubbi perché viene ritenuto inutile favorire l'espulsione dei veleni,
soprattutto con l'uso di emetici, perché il veleno rigurgitato potrebbe raggiungere le vie aeree e causare danni ancora più gravi e maggiori se si tratta di detersivi.
Un altro effetto collaterale è la disidratazione indotta dal vomito, infatti dopo l'uso deve essere somministrata acqua al paziente.
I bulimici molto spesso usano alte dosi di questi farmaci come metodo per liberarsi del cibo.